# Natació als Jocs Olímpics d'Estiu de 1932 - 200 metres braça femenins
Els 200 metres braça femenins va ser una de les onze proves de natació que es disputaren als Jocs Olímpics d'Estiu de Los Angeles de 1932. La competició es disputà entre el 6 i el 12 d'agost de 1932. Hi van prendre part 11 nedadores procedents de 7 països.

## Medallistes
| Or                 | Plata                | Bronze              |
| Clare Dennis (AUS) | Hideko Maehata (JPN) | Else Jacobsen (DEN) |

## Rècords
Aquests eren els rècords del món i olímpic que hi havia abans de la celebració dels Jocs Olímpics de 1932.
| Rècord del Món | 3' 03.4" | Else Jacobsen  | Estocolm (SWE)  | 11 de maig de 1932 |
| Rècord Olímpic | 3' 11.2" | Hilde Schrader | Amsterdam (NED) | 8 d'agost de 1928  |

En la primera semifinal Clare Dennis va establir un nou rècord olímpic amb un temps de 3' 08.2". En la final ella mateixa va millorar aquest rècord amb un temps de 3' 06.3".

## Resultats

### Semifinals
Es van disputar el dissabte 6 d'agost de 1932. Les dues millors nedadores de cada sèrie i la millor tercera passaven a la final.
Semifinal 1
| Posició | Nedadora               | Temps  | Qual. |
| ------- | ---------------------- | ------ | ----- |
| 1       | Clare Dennis (AUS)     | 3:08.2 | QQ OR |
| 2       | Margaret Hoffman (USA) | 3:14.7 | QQ    |
| 3       | Dorothy Prior (CAN)    | 3:33.2 |       |

Semifinal 2
| Posició | Nedadora                   | Temps  | Qual. |
| ------- | -------------------------- | ------ | ----- |
| 1       | Else Jacobsen (DEN)        | 3:12.1 | QQ    |
| 2       | Ann Govednik (USA)         | 3:15.9 | QQ    |
| 3       | Cecelia Wolstenholme (GBR) | 3:24.5 |       |
| 4       | Janet Sheather (CAN)       | 3:46.1 |       |

Semifinal 3
| Posició | Nedadora             | Temps  | Qual. |
| ------- | -------------------- | ------ | ----- |
| 1       | Hideko Maehata (JPN) | 3:10.7 | QQ    |
| 2       | Margery Hinton (GBR) | 3:13.5 | QQ    |
| 3       | Jane Cadwell (USA)   | 3:20.0 | QQ    |
| 4       | Maria Lenk (BRA)     | 3:26.6 |       |

### Final
Es va disputar el dimarts 9 d'agost de 1932:
| Posició | Nedadora               | Temps     |
| ------- | ---------------------- | --------- |
| 1       | Clare Dennis (AUS)     | 3:06.3 OR |
| 2       | Hideko Maehata (JPN)   | 3:06.4    |
| 3       | Else Jacobsen (DEN)    | 3:07.1    |
| 4       | Margery Hinton (GBR)   | 3:11.7    |
| 5       | Margaret Hoffman (USA) | 3:11.8    |
| 6       | Ann Govednik (USA)     | 3:16.0    |
| 7       | Jane Cadwell (USA)     | 3:18.2    |